# Cuarta División de Chile 1994
El Campeonato Nacional de Cuarta División de Chile de 1994 fue la edición número 12 del torneo de la categoría.
Participaron 19 equipos, que jugaron en un sistema de todos-contra-todos agrupados en dos grupos: Norte y Sur. Luego de terminada la primera fase, los equipos que terminarían en primer lugar disputarían la final del campeonato, que fue ganada por Luis Matte Larraín de Puente Alto, que resultó ser el campeón de esta edición, y con esto, ascendió a la Tercera División para el año 1995. Acompañando a Luis Matte Larraín, también ascendió Arturo Prat de Hualañé quien ganó la liguilla por el subcampeonato.

## Movimientos divisionales
Equipos ascendidos a Tercera División 1994
- Juventud O'Higgins
- Unión Municipal

Equipos descendidos de Tercera División 1993
- Tricolor Municipal

Equipos provenientes de Asociaciones de Origen
- Arturo Prat
- Antártida Chilena

Equipos que retornan a Asociaciones de Origen
- Lautaro de Buin
- Andarivel

## Primera fase

### Grupo Norte
| Pos | Equipo               | PJ | PG | PE | PP | GF | GC | Dif | Pts |
| --- | -------------------- | -- | -- | -- | -- | -- | -- | --- | --- |
| 1   | Arrieta Guindos      | 18 | 8  | 6  | 4  | 27 | 21 | 6   | 22  |
| 2   | Deportes Colina      | 18 | 7  | 7  | 4  | 28 | 23 | 5   | 21  |
| 3   | Concón National      | 18 | 9  | 3  | 6  | 36 | 36 | 0   | 21  |
| 4   | Inducorn             | 18 | 8  | 4  | 6  | 41 | 35 | 6   | 20  |
| 5   | Atlético Curacaví    | 18 | 6  | 8  | 4  | 31 | 30 | 1   | 20  |
| 6   | Ferroviarios         | 18 | 7  | 5  | 6  | 39 | 31 | 8   | 19  |
| 7   | Fundición Chagres    | 18 | 7  | 3  | 8  | 37 | 34 | 3   | 17  |
| 8   | Santa Cruz Peñalolén | 18 | 6  | 3  | 9  | 40 | 49 | -9  | 15  |
| 9   | Malloco Atlético     | 18 | 4  | 6  | 8  | 38 | 42 | -4  | 14  |
| 10  | Estrella de Chile    | 18 | 4  | 3  | 11 | 31 | 47 | -16 | 11  |

PJ=Partidos jugados; PG=Partidos ganados; PE=Partidos empatados; PP=Partidos perdidos; GF=Goles a favor; GC=Goles en contra; Dif=Diferencia de gol; Pts=Puntos

### Grupo Sur
| Pos | Equipo                 | PJ | PG | PE | PP | GF | GC | Dif | Pts |
| --- | ---------------------- | -- | -- | -- | -- | -- | -- | --- | --- |
| 1   | Luis Matte Larraín     | 16 | 11 | 2  | 3  | 43 | 26 | 17  | 24  |
| 2   | Magallanes de Nancagua | 16 | 8  | 6  | 2  | 34 | 21 | 13  | 22  |
| 3   | Arturo Prat            | 16 | 8  | 6  | 2  | 34 | 21 | 13  | 22  |
| 4   | Antártida Chilena      | 16 | 7  | 5  | 4  | 27 | 20 | 7   | 19  |
| 5   | Tricolor Municipal     | 16 | 6  | 6  | 4  | 38 | 27 | 11  | 18  |
| 6   | Juventud Chépica       | 16 | 5  | 5  | 6  | 22 | 25 | -3  | 15  |
| 7   | Ferroviario Comercial  | 16 | 3  | 4  | 9  | 23 | 41 | -18 | 10  |
| 8   | Chiprodal              | 16 | 3  | 3  | 10 | 36 | 49 | -13 | 9   |
| 9   | Juventud Ferro         | 16 | 1  | 3  | 12 | 18 | 40 | -22 | 5   |

PJ=Partidos jugados; PG=Partidos ganados; PE=Partidos empatados; PP=Partidos perdidos; GF=Goles a favor; GC=Goles en contra; Dif=Diferencia de gol; Pts=Puntos
|  | Juega la final por el campeonato  |
|  | Liguilla por el subcampeonato     |
|  | Partido por el mejor tercer lugar |
|  | Partido por el descenso           |

## Final por el campeonato
Clasificaron a la final por el campeonato los equipos que terminaron en la primera ubicación en los Grupos Norte (Arrieta Guindos) y Grupo Sur (Luis Matte Larraín). El ganador de la final se consagraría campeón de la Cuarta División y tendría el derecho de participar de en la Tercera División al año siguiente. El equipo que perdiese clasificaría a la liguilla por el subcampeonato.

### Partidos
|  | Luis Matte Larraín | 4:2 | Arrieta Guindos |  |  |

|  | Arrieta Guindos | 0:1 | Luis Matte Larraín |  |  |

| Campeón Luis Matte Larraín Asciende a Tercera |

## Partido por el mejor tercer lugar
A esta instancia clasificaron los equipos que quedaron en tercera posición del Grupo Norte (Concón National) y Grupo Sur (Arturo Prat). El ganador de este partido clasificaría a la liguilla por el subcampeonato.

### Partidos
|  | Arturo Prat | 2:4 | Concón National |  |  |

|  | Concón National | 3:1 | Arturo Prat |  |  |

## Liguilla por el subcampeonato
Clasificaron a la liguilla por el subcampeonato el perdedor de la final del campeonato (Arrieta Guindos), los equipos que se ubicaron segundos en los Grupos Norte (Deportes Colina) y Grupo Sur (Magallanes de Nancagua), además del equipo vencedor del partido por el mejor tercer lugar  (Arturo Prat). El ganador de la liguilla del subcampeonato ascendería a la Tercera División del año 1995. 
| Pos | Equipo                 | PJ | PG | PE | PP | GF | GC | Dif | Pts |
| --- | ---------------------- | -- | -- | -- | -- | -- | -- | --- | --- |
| 1   | Arturo Prat            | 6  | 3  | 2  | 1  | 17 | 9  | 8   | 8   |
| 2   | Magallanes de Nancagua | 6  | 2  | 3  | 1  | 8  | 7  | 1   | 7   |
| 3   | Deportes Colina        | 6  | 2  | 2  | 2  | 10 | 11 | -1  | 6   |
| 4   | Arrieta Guindos        | 6  | 1  | 1  | 4  | 11 | 19 | -8  | 3   |

PJ=Partidos jugados; PG=Partidos ganados; PE=Partidos empatados; PP=Partidos perdidos; GF=Goles a favor; GC=Goles en contra; Dif=Diferencia de gol; Pts=Puntos
|  | Asciende a Tercera |

## Partido por el descenso
Jugaron el partido por el descenso los equipos que quedaron en última posición del Grupo Norte y del Grupo Sur. El equipo que perdió, Juventud Ferro, fue desafiliado y reintegrado en su Asociación de fútbol local, en cambio, el equipo vencedor, Estrella de Chile mantuvo la categoría para la próxima temporada.

### Partidos
|  | Estrella de Chile | 3:2 | Juventud Ferro |  |  |

|  | Juventud Ferro | 2:1 | Estrella de Chile |  |  |